# José Luis Laguía
José Luis Laguía Martínez (* 3. September 1959 in Pedro Muñoz) ist ein ehemaliger spanischer Radrennfahrer. Er gewann fünfmal die Bergwertung der Vuelta a España – eine bis dato (2021) unerreichte Bestmarke.

## Karriere
Im Alter von 20 Jahren nahm José Luis Laguía an der Vuelta a España 1980 teil und konnte sich auf Anhieb den dritten Rang in der Bergwertung sichern. Bei der darauf folgenden Austragung gewann er die Bergwertung. 1982 wurde Laguías erfolgreichstes Jahr: Neben seinem zweiten Bergwertungssieg – diesmal verbunden mit drei Tagessiegen – sicherte er sich Gesamtsiege bei der Baskenland-Rundfahrt und der Burgos-Rundfahrt, wurde spanischer Meister im Straßenrennen und gewann darüber hinaus Etappen bei der Setmana Catalana de Ciclisme und der Katalonien-Rundfahrt. Die zweite Verteidigung der Vuelta-Bergwertung gelang ihm 1983, als er die Konkurrenz um den zweitplatzierten Italiener Fiorenzo Aliverti mit einem Vorsprung von 59 Punkten deklassierte. Während die Rennsaison 1984 für ihn eher enttäuschend verlief, konnte er 1985 und 1986 an vorherige Leistungen anknüpfen. Nachdem er sich 1986 vom Team Reynolds getrennt hatte, blieben die sportlichen Erfolge jedoch aus und 1992 beendete Laguía seine aktive Laufbahn.

## Erfolge
| 1980 - eine Etappe Vuelta a los Valles Mineros 1981 - Gesamtwertung Drei Tage von Navarra - eine Etappe Vuelta a Asturias - Bergwertung Vuelta a España 1982 - Gesamtwertung Baskenland-Rundfahrt - Gesamtwertung Burgos-Rundfahrt - Spanischer Meister – Straßenrennen - eine Etappe Setmana Catalana de Ciclisme - zwei Etappen Katalonien-Rundfahrt - drei Etappen und Bergwertung Vuelta a España - eine Etappe Grand Prix Costa del Azahar 1983 - Clásica a los Puertos - eine Etappe Burgos-Rundfahrt | - eine Etappe und Bergwertung Vuelta a España - Gesamtwertung und eine Etappe Vuelta a Cantabria - eine Etappe Katalonien-Rundfahrt 1984 - eine Etappe Vuelta a los Valles Mineros - eine Etappe Escalada a Montjuïc - eine Etappe Grand Prix Midi Libre 1985 - eine Etappe Baskenland-Rundfahrt - Bergwertung Vuelta a España 1986 - Gesamtwertung und eine Etappe Vuelta a La Rioja - Bergwertung Vuelta a España - eine Etappe Vuelta a los Tres Cantos 1988 - eine Etappe Vuelta a Castilla y León |

## Platzierungen bei den Grand Tours
| Grand Tour            | 1980 | 1981 | 1982 | 1983 | 1984 | 1985 | 1986 | 1987 | 1988 | 1989 | 1990 | 1991 | 1992 |
| --------------------- | ---- | ---- | ---- | ---- | ---- | ---- | ---- | ---- | ---- | ---- | ---- | ---- | ---- |
| Vuelta a EspañaVuelta | 21   | 7    | 5    | 24   | 19   | 27   | 25   | 29   | 17   | 44   | 23   | –    | –    |
| Giro d’ItaliaGiro     | –    | –    | –    | –    | –    | –    | –    | –    | 30   | –    | –    | –    | –    |
| Tour de FranceTour    | –    | –    | –    | DNF  | 41   | DNF  | 121  | 43   | –    | –    | –    | –    | –    |